# 3203 Huth
3203 Huth este un asteroid din centura principală, descoperit pe 18 septembrie 1938 de Cuno Hoffmeister.